# Pistoia Basket 2000
Pistoia Basket 2000 ist ein italienischer Basketballverein aus Pistoia, der in der Serie A spielte.

## Geschichte
Der Verein ist der Nachfolger des 1999 aufgelösten Basketballvereins Olimpia Basket Pistoia und wurde im Jahr 2000 aus dem Zusammenschluss zweier lokaler Vereine gegründet. In den ersten beiden Spielzeiten spielte der Verein in der Amateurklasse Serie B2. 2002 gelang der Aufstieg in die Serie B1, der man fünf Jahre lang angehörte. 2007 wurde Pistoia Italienischer Basketballmeister der Amateure und stieg in die Profiliga Legadue auf.
Nach sechs teils wechselvollen Jahren in der Legadue, in der man auch gegen den Abstieg kämpfte, erreichte Pistoia in der Saison 2011/12 das Playoff-Finale der Legadue und spielte erstmals um den Aufstieg in die Serie A. In den Finalspielen scheiterte man allerdings 3-1 gegen New Basket Brindisi. Der Aufstieg gelang schließlich nach nochmaliger Verstärkung der Mannschaft, unter anderem wurde Routiniers wie Antonio Graves engagiert, in der darauffolgenden Saison 2012/13, als man im Playoff-Finale Basket Brescia Leonessa im fünften und entscheidenden Spiel zu Hause 60:47 schlug.
Nach Ende der wegen der COVID-19-Pandemie in Italien vorzeitig abgebrochenen Spielzeit 2019/20 zog sich der Verein, Pistoia lag zum Zeitpunkt des Saisonabbruchs auf dem 15. Tabellenplatz, der den sportlichen Klassenerhalt bedeutet hätte, aus finanzielle Gründen freiwillig aus der Serie A zurück, um in der Spielzeit 2020/21 in der Serie A 2 anzutreten.
Zu Ende der Spielzeit 2022/23 gelang nach drei Jahren Zweitklassigkeit der Wiederaufstieg in die Serie A, nachdem man sich in der Playoff-Serie im Finale 4:1 gegen Turin durchsetzen konnte.

## Platzierungen
Seit dem Aufstieg 2013 in die Serie A wurden folgende Platzierungen erreicht:
| Saison        | Serie A                       |
| ------------- | ----------------------------- |
| 2013/14       | 8. Platz (Viertelfinale)      |
| 2014/15       | 9. Platz                      |
| 2015/16       | 6. Platz (Viertelfinale)      |
| 2016/17       | 7. Platz (Viertelfinale)      |
| 2017/18       | 13. Platz                     |
| 2018/19       | 15. Platz                     |
| 2019/20       | 15. Platz (bei Saisonabbruch) |
| 2020 bis 2023 | Serie B                       |
| 2023/24       | 6. Platz (Viertelfinale)      |
| 2024/25       | 16. Platz                     |

## Halle
Der Klub trägt seine Heimspiele im 3.916 Plätze umfassenden PalaCarrara aus.

## Erfolge
- Italienischer Basketballmeister der Amateure: 2007
- Meister der Legadue: 2013

## Namensgeschichte
In der Vereinsgeschichte gab es mehrere Namenswechsel aufgrund von wechselnden Hauptsponsoren:
- Powerdry (2006/07)
- Carmatic (2007–11)
- Giorgio Tesi Group (2011–2016)
- The FLEXX (2016–2018)
- Oriora (2018–2020)
- Giorgio Tesi Group (2020–2023)
- Estra (seit 2023)

## Bekannte Spieler
Aufgelistet sind bekannte Spieler von Pistoia Basket 2000 und des Vorgängervereins Olimpia Basket Pistoia
- Joe Bryant
- Giacomo Galanda
- Dan Gay
- Bobby Jones
- William Phillips
- Deron Washington